# Castità

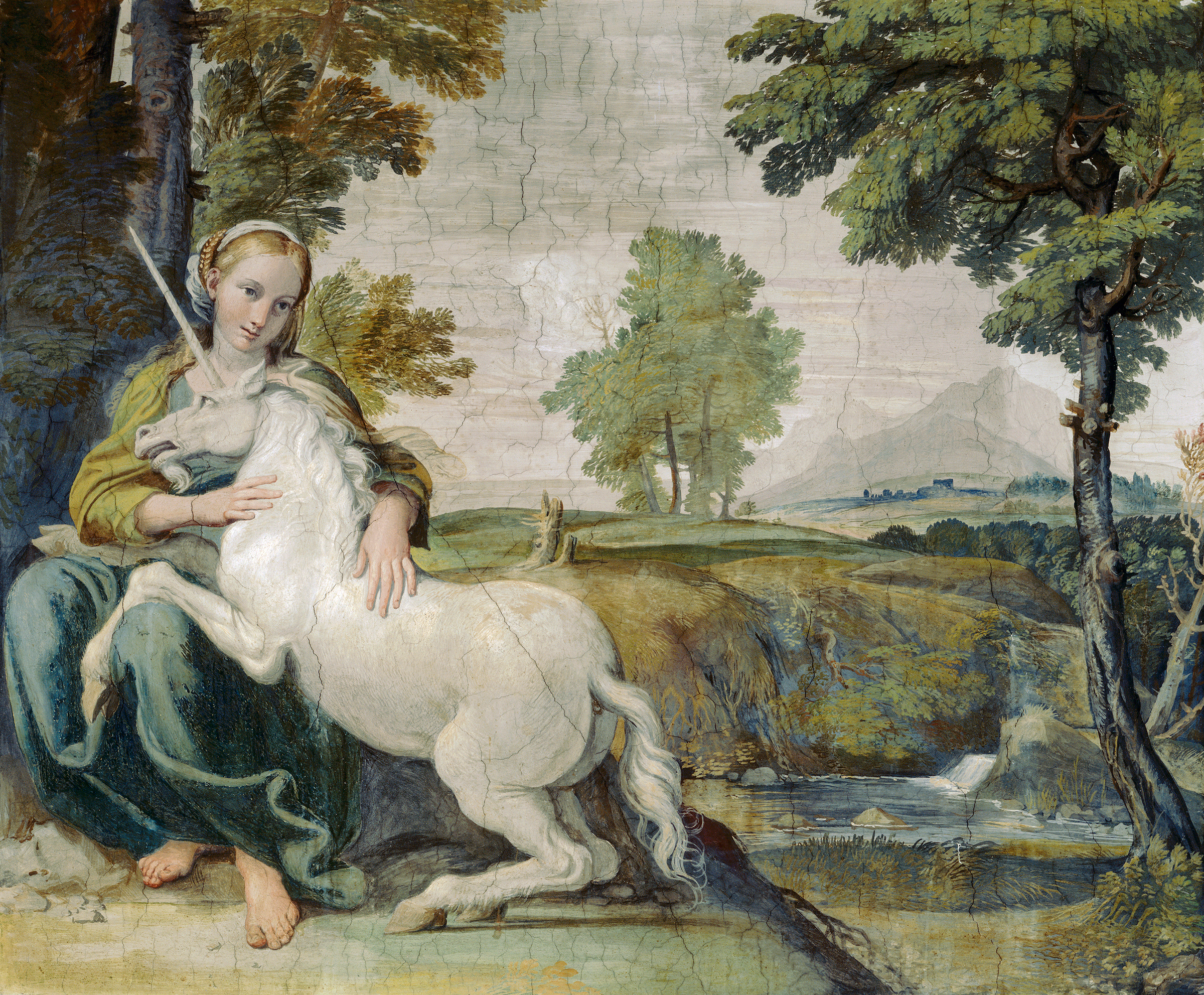
Allegoria della Castità (Domenichino, La vergine e l'unicorno)

La castità è la condizione di chi sceglie di astenersi dall'avere rapporti sessuali, per motivi etici, religiosi e/o filosofici. Per estensione, la parola può venire applicata per riferirsi alla condizione di verginità (vedi la locuzione "casto e puro"); oppure anche all'astinenza sessuale, sia volontaria che non volontaria (vedi per esempio i falsi storici della cintura di castità).
In molti contesti religiosi e culturali il termine viene inteso in accezioni specifiche: nell'ebraismo l’attività sessuale è limitata al matrimonio; nell’islam, il Corano raccomanda la castità in determinati periodi come durante il ciclo mestruale, durante i periodi diurni del ramadan e fuori del matrimonio; nel cristianesimo la castità è considerata una virtù perché legata al rispetto del corpo in forza del battesimo e degli altri sacramenti ricevuti; è strettamente correlata alla temperanza e viene intesa come un astenersi dagli eccessi o dalle implicazioni peccaminose del sesso ed è opposta al vizio capitale della lussuria. Essa comporta la rinuncia all'uso della genitalità o in vista del matrimonio o per tutta la vita e la sublimazione della pulsione sessuale in vista di beni ritenuti superiori.

## Storia
La parola deriva dal latino castitas, il nome astratto corrispondente a "castus", che originariamente indicava uno stato "puro" in conformità con la religione greco-romana, diversamente dalla controparte pratica di uno stato mentale "pio" (in latino "pius"), non limitato alla sfera sessuale.
Nel latino classico, la parola castus indicava una accezione molto più ampia della mera astinenza sessuale e mortificazione del corpo, includendo anche l'integrità morale e la virtù della persona.
In tempi antichi il valore della castità era oggetto di dibattito sia nella sfera eterosessuale che in quella omosessuale. In particolare, Socrate era un sostenitore delle relazioni pederaste caste tra uomini e ragazzi, in contrapposizione alle relazioni pedagogiche sessuali prevalenti all'epoca. Platone, che trasmise molti di questi insegnamenti ai posteri, è diventato l'eponimo di questo tipo di castità, noto come amore platonico.
A causa delle varie proibizioni di intimità sessuali nelle religioni abramitiche (Giudaismo, Cristianesimo, Islam) derivanti dal Decalogo e dalla legge mosaica, il termine è stato spesso associato nella cultura occidentale con l'astinenza sessuale. Tuttavia, in un contesto religioso, il termine è applicabile a persone di tutti gli stati sociali, e ha implicazioni ben oltre la sfera dell'astinenza sessuale.

## La castità nelle religioni
Tradizionalmente atti di natura sessuale sono stati proibiti al di fuori del matrimonio nel contesto etico islamico e in quello giudeo-cristiano e considerati peccaminosi. Tra gli atti che solitamente sono considerati contrari alla castità, con varie distinzioni tra le diverse fedi, possiamo riportare a titolo di esempio: masturbazione, fruizione di opere pornografia pornografiche, atti sessuali durante il periodo delle mestruazioni e poco tempo dopo il parto, sesso orale, sesso anale, adulterio, prostituzione, fornicazione e altri atti considerati lussuriosi, e così via fino ad azioni considerate illegali nella maggior parte dei Paesi, come lo stupro. La proibizione di alcuni di questi atti si ritrova direttamente nella Bibbia e nel Corano, altri, come la proibizione della contraccezione artificiale, sono derivati dall'interpretazione della Tradizione e non sono riconosciuti da tutte le confessioni.
Diverse confessioni protestanti, la chiesa ortodossa e la chiesa cattolica non ammettono alcuna forma di rapporto sessuale prima del matrimonio. Molte denominazioni protestanti liberali ammettono i rapporti prematrimoniali purché responsabili. I rapporti prematrimoniali sono di solito condannati in quanto la sessualità nel fidanzamento è incapace di essere segno di un rapporto pieno e definitivo qual è invece per il cristianesimo il matrimonio. Nel periodo successivo diversi teologi cattolici (Valsecchi, Curran, Vidal, associazione teologica americana) proposero possibili eccezioni al precetto dell'astinenza prematrimoniale, tenendo anche conto della prolungata lunghezza dei fidanzamenti tipica dei fidanzamenti nei paesi occidentali ma questi nuovi approcci furono condannati dalla Congregazione per la Dottrina della Fede con il documento Persona Humana.
La chiesa cattolica riguardo al petting afferma nel documento "Orientamenti educativi sull'amore umano" che: “Si vanno sempre più diffondendo tra gli adolescenti e i giovani certe manifestazioni di tipo sessuale che di per sé dispongono al rapporto completo senza però giungere alla sua realizzazione. Queste manifestazioni della genitalità sono un disordine morale, perché avvengono al di fuori di un contesto matrimoniale”. Ci sono posizioni più tolleranti all'interno della chiesa al riguardo ma non sono ufficiali e quindi non seguono la Verità rivelata.
L'intimità sessuale tra coniugi all'interno del matrimonio tradizionale è generalmente considerata casta da tutte le confessioni, seppure con vari distinguo tra gli atti sessuali.
La verginità, intesa come lo stato fisico dell'illibatezza, è stato spesso un requisito per certe funzioni religiose, specialmente per sacerdoti e sacerdotesse. Ad esempio le Vergini vestali nell'Antica Roma dovevano rimanere vergini fino all'età di 40 anni, in cui cessava il servizio al tempio.
Il celibato (o "consacrazione alla verginità") è usualmente riferito al clero o ad appartenenti ad istituti di vita consacrata, è il voto con cui la persona si impegna a vivere senza gratificazioni sessuali e senza contrarre matrimonio. Un voto di castità può essere preso anche da laici come parte di una vita religiosa organizzata, come un volontario atto di devozione o come parte di una vita ascetica, spesso devota alla contemplazione. 
In caso di trasgressioni, valeva il detto «si non caste, tamen caute» al fine di evitare scandali. Nella cultura popolare, il voto di castità ha anche una interpretazione più pragmatica; si può fare voto di castità (per esempio per un determinato periodo di tempo) con intento scaramantico e superstizioso, per esempio per "ottenere" che si avveri un determinato desiderio.